# 庫爾庫拉克河
庫爾庫拉克河（烏克蘭語：Куркулак），是烏克蘭東南部的河流，發源自奇斯托皮利亞附近，流經扎波羅熱州的波洛希區，屬於欽胡爾河的右支流。該河道全長28公里，流域面積129平方公里。